# Władysław Garbuliński

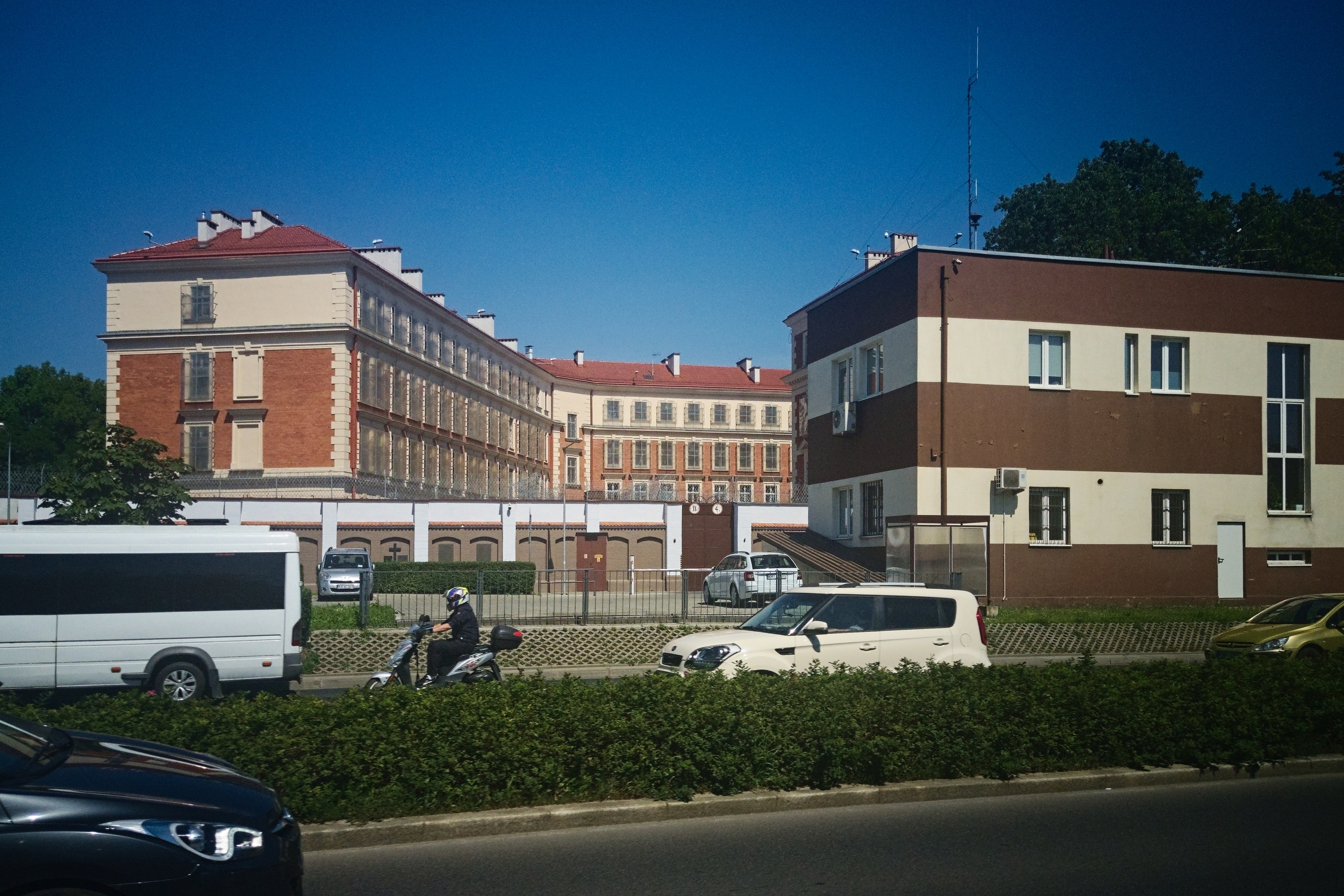
Więzienie Montelupich w Krakowie, obecnie

Władysław Garbuliński (ur. 3 lutego 1922, zm. 1943) – polski Sprawiedliwy wśród Narodów Świata, zamordowany z ojcem Andrzejem Garbulińskim i sąsiadem Stanisławem Owcą za pomoc okazaną Żydom podczas II wojny światowej i okupacji niemieckiej w Polsce.
Władysław Garbuliński urodził się 3 lutego 1922 roku. Był synem Andrzeja i Zofii. W okresie okupacji niemieckiej mieszkał w Czermnej, w powiecie jasielskim.
Rodzina Garbulińskich od końca 1940 roku ukrywała w swoim gospodarstwie trzy osoby narodowości żydowskiej z Czermnej: Sarę Elfenbein z córką Heneli i synem Majorem.
4 kwietnia 1944 roku do gospodarstwa Garbulińskich przyjechało Gestapo stacjonujące w Jaśle i policja. Z oświadczeń mieszkańców wsi Szerzyny wynika, że u rolnika Feliksa Filusa w pobliskich Święcanach ukrywał się dwunastoletni żydowski chłopiec, który został aresztowany przez Niemców. Młody Żyd podczas przesłuchania miał wydać Niemcom, że Garbulińscy i Owca ukrywają u siebie Żydów, stąd w niedługim czasie w Czermnej zjawili się żołnierze.
Niemcy zastrzelili ukrywających się Żydów na miejscu. Władysław i Andrzej Garbulińscy wraz ze Stanisławem Owcą zostali zabrani do aresztu w Jaśle. Władysław Garbuliński został przewieziony z więzienia w Jaśle do niemieckiego więzienia na Montelupich w Krakowie, gdzie zaginęły o nim wieści. Jedyny list napisał z więzienia niemieckiego, w którym prosi rodzinę o przysłanie mu koszuli, chleba i cebuli.
W 1997 r. Władysław Garbuliński i jego ojciec Andrzej Garbuliński, brat Marian oraz Stanisław Owca zostali uhonorowani tytułem Sprawiedliwy wśród Narodów Świata.

## Odznaczenia
W 2009 roku pośmiertnie został odznaczony przez Prezydenta RP Lecha Kaczyńskiego Krzyżem Komandorskim Orderu Odrodzenia Polski.